# التاريخ الاقتصادي للصين قبل 1912
يغطي التاريخ الاقتصادي للصين آلاف السنين، شهدت المنطقة دورات متناوبة من الرخاء والانحدار. كانت الصين، للألفي سنة الماضية، من أكبر الاقتصادات وأكثرها تقدمًا في العالم. يقسم المؤرخون الاقتصاديون عادة تاريخ الصين إلى ثلاث فترات: عصر ما قبل الإمبراطورية قبل ظهور سلالة تشين، والعصر الإمبراطوري المبكر من سلالة تشين إلى صعود سلالة سونغ (221 قبل الميلاد إلى 960 م)، والعصر الإمبراطوري الحديث، من سلالة سونغ إلى سقوط سلالة تشينغ.
تطورت زراعة العصر الحجري الحديث في الصين بحلول العام 8000 قبل الميلاد. ظهرت ثقافات العصر البرونزي الطبقية، مثل ثقافة الإرليتو، في الألفية الثالثة قبل الميلاد. في عهد الشانغ (القرنين السادس عشر والحادي عشر قبل الميلاد)، والتشو الغربية (القرنين الحادي عشر والثامن قبل الميلاد)، عملت القوة العاملة في مسابك وورش كبيرة لإنتاج البرونز والحرير للنخبة الصينية. دعمت الفوائض الزراعية التي أنتجها الاقتصاد الإقطاعي هذه الصناعات اليدوية المبكرة كما دعمت المراكز الحضرية والجيوش الكبيرة. بدأ هذا النظام في الانهيار بعد انهيار زو الغربية عام 771 قبل الميلاد، تاركًا الصين مقسمة خلال فترتي الربيع والخريف (القرنين الثامن والخامس قبل الميلاد) وحقبة الممالك المتحاربة (القرنين الخامس والثالث قبل الميلاد).
بعد انهيار النظام الإقطاعي، انتقلت معظم السلطة التشريعية من طبقة النبلاء إلى الملوك المحليين. أنتجت زيادة التجارة خلال حقبة الممالك المتحاربة فئة أقوى من التجار. أنشأ الملوك الجدد بيروقراطية معقدة، استخدموها لشن الحروب وبناء معابد كبيرة وسنّ مشاريع الأشغال العامة. كافأ حكم الجدارة هذا الموهبة، وقدّمها على الحقوق المكتسبة بالولادة. أدى الاستخدام المتزايد لأدوات الحديد منذ عام 500 قبل الميلاد إلى ثورة في الزراعة وإلى زيادة كبيرة في عدد السكان خلال تلك الفترة. عام 221 قبل الميلاد، أعلن ملك التشين نفسه الإمبراطور الأول، فوحّد الصين بإمبراطورية واحدة، ووحّد جدران الدولة المختلفة بسور الصين العظيم، وشعوبها المختلفة وتقاليدها بنظام حكم واحد. على الرغم من أن تنفيذ تلك الخطوات أدى في النهاية إلى الإطاحة بسلالة تشين عام 206 قبل الميلاد، نجت المؤسسات التي شكّلتها تلك السلالة. خلال عهد سلالة هان (206 قبل الميلاد - 220 ميلادي)، أصبحت الصين إمبراطورية قوية وموحدة ومركزية للمزارعين والحرفيين المكتفين ذاتيًا، مع حكم ذاتي محلي محدود.
جلبت سلالة سونغ إصلاحات اقتصادية إضافية. سهّلت النقود الورقية والبوصلة والتطورات التكنولوجية الأخرى التواصل وتداول الكتب على نطاق واسع. تراجعت سيطرة الدولة على الاقتصاد، ما سمح للتجار بزيادة استثماراتهم وأرباحهم بشكل كبير. على الرغم من الاضطرابات التي حدثت خلال الاجتياح المغولي عام 1279 ووباء الطاعون الثاني في القرن الرابع عشر والتمردات واسعة النطاق التي أعقبته، ازدهر الصينيون بفضل التبادل الكولومبي وزاد عددهم بشكل كبير تحت حكم سلالة مينغ. أعيد تمويل الاقتصاد بالفضة اليابانية والأمريكية الجنوبية من خلال التجارة الخارجية على الرغم من السياسات الانعزالية بشكل عامة. بقي الوضع الاقتصادي النسبي لأوروبا والصين خلال معظم فترة حكم سلالة تشينغ محط جدل، لكن اختلافًا كبيرًا حصل في القرن التاسع عشر، مدفوعًا بالثورة الصناعية والثورة التكنولوجية في أوروبا.

## العصر ما قبل الإمبراطوري
في العصر الحجري الحديث، كانت القبائل التي تعيش في ما يعرف الآن بوادي النهر الأصفر تمارس الزراعة. بحلول الألفية الثالثة قبل الميلاد، ظهرت مجتمعات طبقية من العصر البرونزي، وخاصة ثقافة إرليتو. سيطرت ثقافة إرليتو على شمال الصين وعُرّفت كجزء من سلالة شيا، أول سلالة في التاريخ الصيني التقليدي. أعقبت ثقافة الإرليتو سلالات شانغ ووزو التي طورت اقتصادًا هائلًا يشبه اقتصاد أوروبا الغربية في العصور الوسطى. بحلول نهاية فترة الربيع والخريف، بدأ هذا النظام بالانهيار واستُبدِل باقتصاد مزدهر من المزارعين والحرفيين المكتفين ذاتيًا خلال حقبة الممالك المتحاربة. اكتمل هذا التحول عندما وحدت دولة سلالة تشين الصين عام 221 قبل الميلاد، فاستهلّت العصر الإمبراطوري في التاريخ الصيني.

### العصر الحجري الحديث وأوائل العصر البرونزي
بدأت الزراعة منذ نحو 10,000 عام في العديد من مناطق الصين الحديثة. كان الدُخن في الشمال والأرز في الجنوب أولى المحاصيل المزروعة. أنتجت بعض الثقافات من العصر الحجري الحديث النسيج يدوي الغزل منذ عام 5000 قبل الميلاد. تعود أقدم بقايا الحرير المكتشفة إلى أوائل الألفية الثالثة قبل الميلاد. بحلول ثقافة لونغشان في شمال الصين (الألفية الثالثة قبل الميلاد) ظهر عدد كبير من المجتمعات ذات الهيكلية الاجتماعية الطبقية.
سيطرت ثقافة إرليتو (نحو 1900 - 1350 قبل الميلاد)، التي سميت تيمنًا بموقعها في خنان الحديثة، على شمال الصين في أوائل الألفية الثانية قبل الميلاد، عندما ظهرت المجتمعات الحضرية وظهر صبّ البرونز لأول مرة في المنطقة. تشير الودعات والأواني المطلية بالقصدير وأحجار الفيروز التي دُفنت في مناطق إرليتو إلى أنهم كانوا يتاجرون مع العديد من جيرانهم. كانت هناك حاجة إلى قوة عاملة كبيرة لبناء أسس عمرانها. على الرغم من أن مجتمع إرليتو الطبقي للغاية لم يترك أي كتابات تشير إليه، عرّفه بعض المؤرخين على أنه سلالة شيا الأسطورية المذكورة في الروايات الصينية التقليدية على أنها السلالة السابقة لسلالة شانغ.
الدولة المركزية القوية التي تقودها النخبة الغنية فقط هي التي تمكنت من إنتاج البضائع البرونزية لثقافة إرليتو (من القرن الخامس عشر إلى الرابع عشر قبل الميلاد). تفاعلت دولتهم، التي أطلق عليها باجلي «أول حضارة عظيمة في شرق آسيا»، مع الدول المجاورة، التي استوردت البرونز أو الحرفيين القادرين على صكه. سمحت هذه التبادلات بتطوير تقنية صهر البرونز وصكه في الانتشار. حدد بعض المؤرخين منطقة إيرليغانغ على أنها منطقة سلالة شانغ، ولكن لا يوجد مصدر مكتوب من ذلك الوقت لتأكيد هذا.

### سلالة شانغ الحاكمة (1600 - 1045 قبل الميلاد)
أول موقع رُبط بشكلٍ لا لبس فيه مع أسرة شانغ من خلال النقوش المعاصرة هو أنيانغ، عاصمة شانغ التي أصبحت مستوطنة رئيسية حوالي 1200 سنة قبل الميلاد. كان المحصول الرئيسي لمجتمع شانغ، وهو مجتمع زراعي في الغالب، هو الدخن، لكن الأرز والقمح كانا يزرعان أيضًا في الحقول التي تملكها الطبقة الأرستقراطية الملكية. دعمت الفوائض الزراعية التي تنتجها الحقول الملكية سلالة شانغ والنخبة الحاكمة، والصناعات اليدوية المتقدمة (البرونز والحرير وغيرها)، والجيوش الكبيرة. قدمت المراعي الملكية الكبيرة الحيوانات للتضحيات واستهلاك اللحوم. دعمت المنتجات الزراعية الأخرى سكان مناطق سيطرة شانغ، الذين قُدّر عددهم بحوالي 5.5 إلى 8 ملايين شخص.
بما أن الأرض كانت تُزرع فقط لبضع سنوات قبل أن تترك بورًا، كانت الأراضي الجديدة بحاجة دائمًا إلى أن تُفتح عبر تصريف الحقول المنخفضة أو عبر إزالة الأحراج أو الغابات. نفذت هذه المهام قسرًا تحت إشراف الدولة.
مثل سابقاتها من العصر الحجري الحديث، استخدمت سلالة شانغ عجلات الغزل لصنع المنسوجات، لكن اليد العاملة لديهم كانت أكثر تنظيمًا. خلال حقبة سلالة شانغ، أنتج العمال الخاضعون للرقابة الحرير في ورش عمل للأرستقراطيين. كانت الحقول وورش العمل مشغولة بدرجات متفاوتة من العبودية. وصف بعض المؤرخين هؤلاء العمال بالعبيد، ووصفوا مجتمع شانغ بأنه «مجتمع العبيد»، لكن آخرين يرفضون هذه التسميات لأنها غامضة، ولأن ما نعرفه عن هذه السلالة ليس سوى القليل.

### سلالة زو الغربية (1045 - 771 قبل الميلاد)
من خلال التأريخ التقليدي، هزمت سلالة أسرة شانغ عام 1045 قبل الميلاد تقريبًا، وسيطرت على وادي وي ووادي النهر الأصفر التي كانت تسيطر عليها شانغ. استمرت ملكية الأرض للعائلة المالكة، التي أعادت توزيعها على من يعولونهم في نظام يشبّهه الكثير من المؤرخين بالتنظيم الإقطاعي لأوروبا في العصور الوسطى. تشير الأدلة الكتابية إلى أن الأراضي في وقت مبكر من أواخر القرن العاشر الميلادي كانت سلعًا متداولة، على الرغم من أنها لم تكن تعتبر ملكية خاصة بعد. تقول إحدى الفرضيات أن هذه الزيادة في مبادلات الأراضي نتجت عن تقسيم سلالات النخبة إلى فروع، ما أدى إلى زيادة الطلب على الأراضي بينما كان العرض يتناقص.
يدعي منسيوس في القرن الرابع أن أولو سلالة زهو طوروا نظامًا لإشغال الأراضي تزرع فيه 8 أسر من الفلاحين حقولًا حول قطعة أرض مركزية يزرعونها لصالح سيّدهم. شكك المؤرخون الحديثون عمومًا بوجود هذا النظام المثالي، لكن البعض يؤكد أنه ربما كان موجودًا ولو بشكل غير رسمي في بدايات سلالة زو.
استمرت صناعات الحرف اليدوية التي تطورت خلال حكم سلالة شانغ، مثل النسيج والبرونز وإنتاج الأسلحة، خلال حكم زو، لكنها أصبحت خاضعة لسيطرة الدولة بشكل كامل. سيطرت حكومة زو أيضًا على معظم التجارة والتبادل من خلال تعيين «جيا»، وهم مسؤولون تعينهم الحكومة، وبات هذا اللقب يعني في وقت لاحق أي تاجر.

### فترة الربيع والخريف (771 - 475 قبل الميلاد)
بدأ انهيار حكم زو في فترة الربيع والخريف، سميت باسم سجلات الربيع والخريف لكونفوشيوس. كان ذلك الزمن زمن حرب بين الممالك، عندما بدأ النظام شبه الإقطاعي السابق بالتراجع، وبدأت التجارة بالازدهار. أدت المنافسة بين الممالك إلى تقدم تكنولوجي سريع. أصبحت الأدوات الحديدية متوفرة، ما أنتج فائضًا زراعيًا انهى كل ما كان موجودًا من قبل في نظام تقسيم الأراضي السابق. قرب نهاية هذه الحقبة، تسبب إدخال تكنولوجيا الحديد بالانهيار التام للنظام الإقطاعي ما بشّر ببزوغ عصر جديد من التقدم. تضمنت التطورات الصينية في هذا العصر أول فصل للكبريت الخام في القرن السادس قبل الميلاد.
خلال الربيع والخريف، نمت العديد من المدن حجمًا وسكانًا. كان عدد سكان لينزي، عاصمة ولاية تشى المزدهرة، يقدر بأكثر من 200,000 نسمة عام 650 قبل الميلاد، ما جعلها واحدة من أكبر المدن في العالم. إلى جانب المدن الكبيرة الأخرى، كانت لينزي مركزًا للإدارة والتجارة والنشاط الاقتصادي. كان معظم سكان المدن يربّون الحيوانات، ولذلك كانوا مكتفين ذاتيًا. شكّل نمو هذه المدن تطورًا مهمًا للاقتصاد الصيني القديم.
بدأت التجارة واسعة النطاق في الربيع والخريف، إذ ازدهر نقل البضائع بين الممالك. أُصدرت كميات كبيرة من العملات لاستيعاب التجارة. على الرغم من أن بعض الممالك قيدت التجارة،  شجعتها ممالك أخرى. وعد حكم زينغ في وسط الصين بعدم فرض أي قيود أو تنظيمات على التجار. أصبح تجار زينغ أقوياء في جميع أنحاء الصين، من مملكة يان في الشمال إلى مناطق تشو في الجنوب.
فُكّكت العقارات الإقطاعية الكبيرة في عملية تسارعت عندما غير لو نظام الضرائب عام 594 قبل الميلاد. بموجب القوانين الجديدة، خضع منتجو الحبوب للضريبة على مساحة الأرض المزروعة بدلًا من فرض ضرائب متساوية على كل النبلاء. حذت ولايات أخرى حذوهم. أصبح الفلاحون الأحرار هم الأغلبية بين السكان مقدمين قاعدة ضريبية للمالك المركزية.

### حقبة الممالك المتحاربة (475 - 221 قبل الميلاد)
شهدت حقبة الممالك المتحاربة تقدمًا تكنولوجيًا سريعًا وتطورات فلسفية. نتيجةً لتنافس الحكام للسيطرة على أراضي بعضهم البعض، نفذوا إصلاحات مختلفة، ما أدى إلى تغيير كبير في النظام الاقتصادي في الصين. ازدهرت أحوال ملاك الأراضي والتجار وفقدت الطبقة الأرستقراطية المتبقية نفوذها. يُتوقّع أن بعض التجار، مثل لو بوي، بلغوا من الثراء مستوى ممالك أو دول صغيرة. جعلت مصاهر المعادن التي كانت ترعاها الدولة الأدوات الحديدية واسعة الانتشار، وبدأ استخدام المحراث الحديدي. اختُرع الحديد الزهر في الصين في القرن الرابع قبل الميلاد، فاحتكرت الحكومات صناعة المعدات العسكرية لأنها كانت تسيطر على أكبر مصانع الحديد، وعززت الممالك على حساب أمراء الإقطاع. هذا وسمحت الأدوات والمعدات الزراعية الحديدية بزيادة هائلة في فائض السلع الزراعية.
بعد إصلاحات شانغ يانغ في القرن الثالث قبل الميلاد، أصبح بالإمكان شراء الأراضي وبيعها، ما حفّز التقدم الاقتصادي في الزراعة وزاد من الإنتاجية. تعهدت الممالك القوية الجديدة بمشروعات ري كبرى، مثل قناة زينغوو ونظام دويانغيان للري. زرعت مساحات واسعة من الأراضي التي كانت تعتبر في ما مضى مقفرة، ودُمجت في اقتصاد تشين. مكّنت الطفرة الزراعية الصينيين من بناء جيوش أكبر.
في هذه الحقبة، تعززت القوة المتنامية للدولة الملكية، ما سمح لها بإجراء إصلاحات لتقوية سلطة الملك. نفّذت شانغ يانغ أكثر هذه الإصلاحات شمولية في تشين، بما في ذلك إلغاء امتيازات النبلاء الإقطاعيين وإعادة توزيع أراضي النبلاء على أساس الجدارة العسكرية، والسماح بالملكية الخاصة للأراضي. شجع شانغ يانغ زراعة الأراضي غير المأهولة وأعطى رتبًا للجنود الذين أدوا أداءً حسنًا في المعارك، ووضع قوانين فعالة وصارمة. استمرت الملكية المطلقة في الصين حتى ضعفت تدريجيًا في عهد أسرة سونغ ومينغ.

## العهد الإمبراطوري المبكر
تميزت الحقبة الإمبراطورية المبكرة بنظام ملكي قوي وموحد ومركزي، على الرغم من أن المسؤولين المحليين كانوا يتمتعون بحكم ذاتي محدود. خلال الحقبة الإمبراطورية المبكرة، سيطر المزارعون والحرفيون الذين اكتفوا ذاتيًا على الاقتصاد، وعملوا بشكل مستقل إلى حد كبيرعن السوق. كانت التجارة مألوفة نسبيًا، وزادت بعد عهد سلالة هان مع تطور طريق الحرير. شلّت انتفاضة «وو هو» الاقتصاد، الذي لم يتعافَ إلا مع حكم سلالة تانغ، فتحول في ظلها إلى اقتصاد تجاري لسلالتي سونغ ومينغ.

### سلالة هان (206 قبل الميلاد - 220 ميلادي)
تذكر سلالة هان على أنها السلالة الأولى من العصور الذهبية في الصين. وصلت سلالة هان إلى ذروتها في عهد الإمبراطور وو (141 - 87 قبل الميلاد)، الذي أخضع شيونغنو وسيطر على ممر هيكسي وفتح طريق الحرير عام 121 قبل الميلاد. ازدهر الاقتصاد خلال عهد سلالة هان، التي كان عدد سكانها المسجلين 58 مليون نسمة. ظهرت مؤسسات كبرى، بعضها أُمِّم مؤقتًا خلال فترة هان الغربية. اختُرعت ابتكارات تكنولوجية مثل العربة اليدوية والأوراق ومقياس الزلازل خلال هذه الفترة.